# Symphora Béhi
Symphora Béhi (née le 22 mars 1986 dans le 20e arrondissement de Paris) est une athlète française spécialiste du sprint. 

## Palmarès
| Date | Compétition                                  | Lieu     | Résultat | Épreuve   | Temps         |
| ---- | -------------------------------------------- | -------- | -------- | --------- | ------------- |
| 2003 | Festival olympique de la jeunesse européenne | Paris    | 1re      | 200 m     | 24 s 04       |
| 2003 | Festival olympique de la jeunesse européenne | Paris    | 4e       | 4 x 100 m | 47 s 17       |
| 2004 | Championnats du monde juniors                | Grosseto | 6e       | 4 x 400 m | 3 min 33 s 88 |
| 2005 | Championnats d'Europe juniors                | Kaunas   | 3e       | 4 x 100 m | 44 s 79       |
| 2007 | Championnats d'Europe espoirs                | Debrecen | 2e       | 4 x 400 m | 3 min 30 s 56 |
| 2009 | Jeux méditerranéens                          | Pescara  | 4e       | 400 m     | 53 s 42       |
| 2009 | Championnats du monde                        | Berlin   | 6e       | 4 x 400 m | 3 min 30 s 16 |

### Records
| Épreuve    | Performance | Lieu       | Date           |
| ---------- | ----------- | ---------- | -------------- |
| 100 mètres | 11 s 74     | Paris      | 27 juin 2004   |
| 200 mètres | 23 s 70     | Montgeron  | 2 juillet 2006 |
| 400 mètres | 52 s 38     | Strasbourg | 3 juin 2009    |